# Porto Vivo, SRU

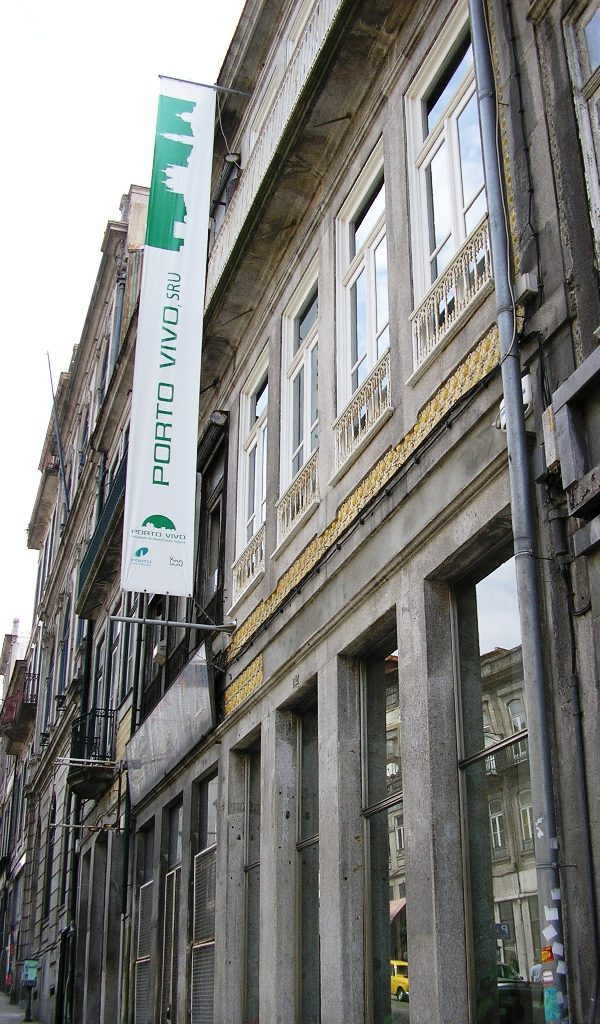
Edifício sede da Porto Vivo, SRU, na Rua de Mouzinho da Silveira, no Porto.

A Porto Vivo, SRU – Sociedade de Reabilitação Urbana da Baixa Portuense é uma sociedade anónima de capitais públicos — 60% do Instituto Nacional da Habitação e 40% da Câmara Municipal do Porto — que tem como missão conduzir o processo de reabilitação urbana da Baixa da cidade do Porto, em Portugal.
Constituída em 2004, a Porto Vivo, SRU tem os seguintes grandes objectivos em relação à Baixa de Porto: promover a re-habitação da zona; qualificar o espaço público; revitalizar o comércio; dinamizar o turismo, a cultura e o lazer.
A Porto Vivo, SRU tem sede na Rua de Mouzinho da Silveira e tem como principal área de intervenção a chamada Zona de Intervenção Prioritária, uma área com cerca de 500 hectares que engloba o Centro Histórico do Porto (classificado como Património Mundial), a Baixa tradicional e, ainda, áreas substanciais das freguesias do Bonfim, Santo Ildefonso, Massarelos e Cedofeita, correspondentes ao crescimento da cidade nos séculos XVIII e XIX.
O retrato desta área, severamente afectada pelo processo de desertificação populacional, é bastante desolador: nos últimos 40 anos perdeu 50% da sua população; mais de 1/5 dos edifícios encontram-se devolutos; o desemprego afecta mais de 10% da população activa; tem uma elevada percentagem de reformados e pensionistas; sofre de um elevado nível de poluição atmosférica, com frequentes engarrafamentos de trânsito; tem infra-estruturas envelhecidas e desajustadas, nomeadamente saneamento e gás natural; perdeu sinais de vitalidade, tendo entrado numa espiral de declínio que tem afastado potenciais investidores.
A Porto Vivo, SRU promove a reabilitação urbana mediante a definição de unidades de intervenção que, em regra, correspondem a um quarteirão e para as quais elabora um documento estratégico que traduz as opções de reabilitação e revitalização urbana da unidade em causa. O primeiro quarteirão a ser objecto de intervenção é o de Carlos Alberto, delimitado pela Rua das Oliveiras (a norte), pela Rua de Sá de Noronha (a nascente), pela Rua do Actor João Guedes (a sul) e pela Praça de Carlos Alberto (a poente).